# 27947 Emilemathieu
27947 Emilemathieu è un asteroide della fascia principale. Scoperto nel 1997, presenta un'orbita caratterizzata da un semiasse maggiore pari a 2,4279173 UA e da un'eccentricità di 0,0534747, inclinata di 22,02851° rispetto all'eclittica.